# Tanner McLachlan
Tanner McLachlan (Lethbridge, 6 marzo 2001) è un giocatore di football americano canadese che milita nel ruolo di tight end per i Cincinnati Bengals della National Football League (NFL).

## Carriera universitaria
Al college McLachlan giocò a football a Southern Utah (2018-2021) e ad Arizona (2022-2023). Con questi ultimi fece registrare 79 ricezioni in carriera, battendo il record dell'istituto per un tight end che apparteneva a Rob Gronkowski.

## Carriera professionistica

### Cincinnati Bengals
McLachlan fu scelto nel corso del sesto giro (194º assoluto) del Draft NFL 2024 dai Cincinnati Bengals. Nella sua prima stagione disputò due partite, nessuna delle quali come titolari.